# Tom Florie
Thomas Florie (ur. 6 września 1897 w Harrison, zm. 26 kwietnia 1966 w North Providence) – amerykański piłkarz, reprezentant kraju, grający na pozycji napastnika.

## Kariera piłkarska
Urodzony w New Jersey w rodzinie włoskich imigrantów, Florie w młodości grał w piłkę nożną, ale służba w marynarce wojennej podczas I wojny światowej opóźniła początek jego kariery. W 1922 roku Florie podpisał kontrakt z Harrisonem z American Soccer League. Jednak rozegrał tylko trzy mecze, zanim opuścił Harrisona i zaczął grać w amerykańskim American, w lidze amatorskiej West Hudson.
W 1924 Florie wrócił do ASL, kiedy podpisał kontrakt z Providence Gold Bugs. Przez 4 lata gry w Gold Bugs wystąpił w 166 spotkaniach, w których strzelił 63 bramki. Od 1928 grał w New Bedford Whalers, z którego w 1931 został wypożyczony do Fall River F.C.. Karierę zakończył w 1934, po dwóch latach spędzonych w Pawtucket Rangers.

## Kariera reprezentacyjna
Florie w reprezentacji USA zadebiutował 27 czerwca 1925 w meczu przeciwko Kanadzie, przegranym 0:1. 
Florie został powołany na Mistrzostwa Świata 1930. Podczas turnieju wystąpił w trzech spotkaniach z Belgią (bramka), Paragwajem oraz w półfinale z reprezentacją Argentyny, przegranym 1:6.
Cztery lata później został powołany na Mistrzostwa Świata rozgrywane we Włoszech. Podczas turnieju wystąpił w spotkaniu z gospodarzami turnieju, reprezentacją Włoch, przegranym aż 1:7 Po tym spotkaniu nie wystąpił więcej w drużynie narodowej USA, dla której w latach 1925–1934 zagrał w 8 spotkaniach i strzelił 2 bramki.
| Mecze i gole w reprezentacji | Mecze i gole w reprezentacji | Mecze i gole w reprezentacji | Mecze i gole w reprezentacji | Mecze i gole w reprezentacji | Mecze i gole w reprezentacji | Mecze i gole w reprezentacji |
| #                            | Data                         | Miasto                       | Przeciwnik                   | Gol                          | Wynik                        | Rozgrywki                    |
| ---------------------------- | ---------------------------- | ---------------------------- | ---------------------------- | ---------------------------- | ---------------------------- | ---------------------------- |
| 1.                           | 27.06.1925                   | Montreal                     | Kanada                       |                              | 0:1                          | towarzyski                   |
| 2.                           | 06.11.1926                   | Nowy Jork                    | Kanada                       | Gol                          | 6:2                          | towarzyski                   |
| 3.                           | 13.07.1930                   | Montevideo                   | Belgia                       | Gol                          | 3:0                          | MŚ 1930                      |
| 4.                           | 17.07.1930                   | Montevideo                   | Paragwaj                     |                              | 3:0                          | MŚ 1930                      |
| 5.                           | 26.07.1930                   | Montevideo                   | Argentyna                    |                              | 1:6                          | MŚ 1930                      |
| 6.                           | 17.08.1930                   | Rio de Janeiro               | Brazylia                     |                              | 3:4                          | towarzyski                   |
| 7.                           | 24.05.1934                   | Rzym                         | Meksyk                       |                              | 4:2                          | El. MŚ 1934                  |
| 8.                           | 27.05.1934                   | Rzym                         | Włochy                       |                              | 1:7                          | MŚ 1934                      |

## Sukcesy
Stany Zjednoczone
- Mistrzostwa Świata 1930: 3. miejsce

New Bedford Whalers
- National Challenge Cup (1): 1931/32